# Марія Назарет да Сілва
Марія Назарет Феррейра да Сілва (порт. Maria Nazareth Ferreira da Silva) — бразильська біологиня, спеціалізується на дослідженні ссавців Амазонії.

## Біографія
У 1985 році закінчила Університет Бразиліа. У 1995 році отримала докторський ступінь із зоології в Каліфорнійському університету в Берклі.
Да Сілва працює у Національному науково-дослідному інституту Амазонії. Протягом багатьох років була провідним фахівцем у вивченні амазонських ссавців, описавши низку нових видів.
Опублікувала численні наукові роботи на теми: оцінка пріоритетних сфер збереження; біогеографія неотропних ссавців; цитостаксономія; збереження ссавців Амазонки; опіка колекцій та баз даних; населення та екологія ссавців в Амазонці, генетика ссавців Амазонки; примати Амазонки та систематика неотропних ссавців з молекулярною систематикою та систематичною еволюцією, філогенією, біогеографією.

## Описані види
Марія да Сілва описала такі види (деякі у співавторстві):
- Mesomys occultus
- Neacomys minutus
- Neacomys musseri
- Proechimys echinothrix[2]
- Proechimys gardneri[3]
- Proechimys kulinae
- Proechimys pattoni
- Rhipidomys gardneri